# Gasontladingsbuis
Een gasontladingsbuis is een elektronenbuis die niet vacuüm is getrokken, maar gevuld is met een gas, veelal onder lage druk. Binnen dit type buis vinden onder bepaalde omstandigheden gasontladingen plaats, die essentieel zijn voor de werking van de buis. Gasontladingsbuizen kunnen voor verschillende doeleinden worden gebruikt. Een aantal uitvoeringen zijn:
- de gasontladingslamp voor verlichting
- de kwikdampgelijkrichter voor gelijkrichting van hoge vermogens
- de thyratron voor vermogensregeling
- de neonlamp voor verlichting en als indicator
- buizen voor overspanningsbeveiliging
- de spanningsstabilisatorbuis

diode ·
triode ·
tetrode ·
pentode ·
hexode ·
heptode ·
octode ·
enneode

kathodestraalbuis ·
indicatorbuis ·
fotocel ·
fotomultiplicator ·
klystron ·
magnetron ·
lopende-golfbuis ·
geigerteller ·
gasontladingsbuis ·
thyratron ·
kwikdampgelijkrichter ·
ignitron